# Bobby Driscoll
Robert Cletus Driscoll, conosciuto meglio Bobby Driscoll (Cedar Rapids, 3 marzo 1937 – New York, 30 marzo 1968), è stato un attore statunitense, celebrato attore bambino tra gli anni quaranta e cinquanta, vincitore di un Oscar giovanile nel 1950.

## Biografia
Bobby Driscoll venne scelto per un piccolo ruolo non accreditato nel film L'angelo perduto (1943), interpretato da Margaret O'Brien, superando un'affollata selezione alla MGM; questa piccola parte fu sufficiente a fargli ottenere un contratto. Divenuto celebre come attore bambino, in breve giunse a guadagnare 800 dollari la settimana e a essere costantemente impegnato sui set cinematografici, poiché la MGM lo cedeva abitualmente ad altre case di produzione.
Messo sotto contratto dagli studi di Walt Disney, all'età di dieci anni Driscoll raggiunse l'apice del suo successo grazie alle pellicole I racconti dello zio Tom (1946), Tanto caro al mio cuore (1948) e La finestra socchiusa (1950); questi ultimi gli valsero il Premio Oscar giovanile.
Tra le altre pellicole interpretate per la Disney, sono da ricordare Lo scrigno delle sette perle (1948) e L'isola del tesoro (1950), in cui vestì i panni del memorabile personaggio di Jim Hawkins; prestò inoltre la propria voce al personaggio di Peter Pan nella pellicola Le avventure di Peter Pan (1953).
Divenuto adolescente, Driscoll vide declinare la propria popolarità, fino al punto che non riuscì più a ottenere ingaggi; fu uno dei molti attori bambini di Hollywood che non riuscirono a mantenere lo stesso successo da adulti e a vivere serenamente il passaggio di età; a tal proposito, lui stesso ebbe a dichiarare: «Mi portavano in giro seduto su un cuscino di seta, e d'improvviso mi hanno lasciato cadere in una pattumiera». Nei successivi cinque anni, gli fu offerta solo una parte nella pellicola Duello di spie (1955).
Nel marzo 1957 sposò Marilyn Jean Rush, dopo che il matrimonio era stato rimandato di tre mesi rispetto alla data inizialmente prevista per il dicembre 1956; dall'unione, che sarebbe terminata con il divorzio nel 1960, nacquero tre figli.
Driscoll iniziò ad avere problemi con la droga. La sua partecipazione alla pellicola The Party Crashers (1958), un fosco dramma sui problemi giovanili, non servì a rilanciare la sua immagine e la sua carriera. Tornò sulle prime pagine dei giornali nel 1961, quando subì una condanna al carcere per uso di stupefacenti. Incapace di uscire dalla dipendenza dalla droga, trascorse gli ultimi cinque anni di vita lontano dalla famiglia nei circoli dei figli dei fiori del Lower East Side di New York. Completamente dimenticato e in miseria, morì a New York nel marzo 1968; il suo corpo, ritrovato in un edificio abbandonato, fu identificato soltanto l'anno successivo grazie alle impronte digitali. Oggi Driscoll riposa nel Potter's Field ad Hart Island, New York.

## Premi e riconoscimenti
- Oscar giovanile (1950)
- Milky Way Gold Star Award (1954)
- Hollywood Walk of Fame (Star of Motion Pictures; 1560 Vine Street; February 8, 1960)
- Young Hollywood Hall of Fame (1940's)

## Filmografia parziale

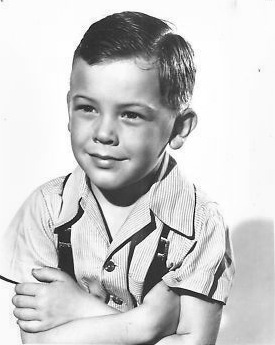
Bobby Driscoll in una foto pubblicitaria de La famiglia Sullivan (1944)

### Cinema
- L'angelo perduto (Lost Angel), regia di Roy Rowland (1943)
- La famiglia Sullivan (The Sullivans), regia di Lloyd Bacon (1944)
- Tutte le spose son belle (From This Day Forward), regia di John Berry (1946)
- Un genio in famiglia (So Goes My Love), regia di Frank Ryan (1946)
- Eroi nell'ombra (O.S.S.), regia di Irving Pichel (1946)
- I racconti dello zio Tom (Song of the South), regia di Harve Foster e Wilfred Jackson (1946)
- Tutti conoscono Susanna (If You Knew Susie), regia di Gordon Douglas (1948)
- Lo scrigno delle sette perle (Melody Time), episodio Pecos Bill, regia di Clyde Geronimi e Wilfred Jackson (1948)
- Tanto caro al mio cuore (So Dear to My Heart), regia di Harold D. Schuster e Hamilton Luske (1948)
- La finestra socchiusa (The Window), regia di Ted Tetzlaff (1949)
- L'isola del tesoro (Treasure Island), regia di Byron Haskin (1950)
- Quando sarò grande (When I Grow Up), regia di Michael Kanin (1951)
- Tempo felice (The Happy Time), regia di Richard Fleischer (1952)
- Le avventure di Peter Pan (Peter Pan), regia di Clyde Geronimi, Wilfred Jackson e Hamilton Luske (1953) - Voce
- Duello di spie (The Scarlet Coat), regia di John Sturges (1955)
- The Party Crashers, regia di Bernard Girard (1958)

### Televisione
- TV Reader's Digest – serie TV, episodi 1x07-2x23-2x39 (1955-1956)
- Screen Directors Playhouse – serie TV, episodio 1x02 (1955)
- Navy Log – serie TV, episodio 1x11 (1955)
- Crusader – serie TV, episodio 1x14 (1956)
- Climax! – serie TV, episodio 2x18 (1956)
- Men of Annapolis – serie TV, episodio 1x05 (1957)
- Il tenente Ballinger (M Squad) – serie TV, episodio 1x04 (1957)
- Gli uomini della prateria (Rawhide) – serie TV, episodio 1x17 (1959)
- The Best of the Post – serie TV, episodio 1x02 (1960)
- The Chevy Mystery Show – serie TV, episodio 1x03 (1960)

## Doppiatori italiani
- Corrado Pani in Duello di spie e La finestra socchiusa
- Germana Calderini in Un genio in famiglia
- Flaminia Jandolo in L'isola del tesoro
- Ilaria Stagni in Tanto caro al mio cuore
- Laura Boccanera ne I racconti dello zio Tom (ridoppiaggio)

Da doppiatore è sostituito da:
- Corrado Pani in Le avventure di Peter Pan
- Giorgio Borghetti in Le avventure di Peter Pan (ridoppiaggio)